# Bariofarmacosiderita
La bariofarmacosiderita es un mineral perteneciente al grupo de los arseniatos hidratados con hidroxilos. Fue descubierta como especie mineral en ejemplares procedentes de la mina Clara, Oberwolfach, Wolfach, Baden-Württemberg (Alemania), que consecuentemente es su localidad tipo. El nombre, originalmente bario-farmacosiderita, procede de su composición química (presencia de bario) y de su relación estructural con la farmacosiderita. Fue modificado por la IMA en 2008.

## Propiedades físicas y químicas
La bariofarmacosiderita se encuentra generalmente como cristales pseudocúbicos, de colores vivos, más frecuentemente anaranjado, pero también marrón o verde. Presenta polimorfismo, existiendo la bariofarmacosiderita-C (cúbica) y la bariofarmacosiderita-Q (tetragonal).

## Yacimientos
La bariofarmacosiderita es un mineral secundario producido por la alteración de arseniuros de hierro en presencia de bario. Aparece asociado a otros arseniatos, especialmente a escorodita y a carminita. No es un mineral especialmente raro (se conocen unas 150 localidades en el mundo, especialmente en Centroeuropa) pero no abunda en ninguno de sus yacimientos. En España se ha encontrado en la mina de Las Ferreras, en Camprodón (Gerona), en la mina Juanita, en Collserola (Barcelona), en la mina La Estrella, Pardos (Guadalajara) y en la mina del barranco del Carbón, en Chóvar (Castellón). En Chile se ha encontrado en la mina Veta Negra, Tierra Amarilla, (Copiapó) y en la mina Grande, La Serena, (Elqui).